# Ben Swift
Benjamin Ian Swift –conhecido como Ben Swift– (Northampton, 5 de novembro de 1987) é um desportista britânico que compete no ciclismo nas modalidades de pista, especialista nas provas de pontuação e scratch, e rota, pertencendo à equipa Ineos Grenadiers desde 2019.
Ganhou quatro medalhas no Campeonato Mundial de Ciclismo em Pista, nos anos 2010 e 2012.

## Medalheiro internacional
| Campeonato Mundial | Campeonato Mundial     | Campeonato Mundial | Campeonato Mundial      |
| Ano                | Lugar                  | Medalha            | Competição              |
| ------------------ | ---------------------- | ------------------ | ----------------------- |
| 2010               | Ballerup ( Dinamarca)  | Medalha de prata   | Perseguição por equipas |
| 2012               | Melbourne ( Austrália) | Medalha de ouro    | Scratch                 |
| 2012               | Melbourne ( Austrália) | Medalha de prata   | Pontuação               |
| 2012               | Melbourne ( Austrália) | Medalha de prata   | Madison                 |

## Palmarés

### Pista
- 2006
  - 2.º em Campeonato do Reino Unido Perseguição por Equipas
- 2010
  - 2.º no Campeonato Mundial Perseguição por Equipas (fazendo equipa com Steven Burke, Andrew Tennant e  Ed Clancy)
- 2012
- Campeonato Mundial Scratch 15 km  
  - 2.º no Campeonato Mundial Corrida por Pontos 
  - 2.º no Campeonato Mundial de Madison (com Geraint Thomas)

### Estrada
| - 2007 - 1 etapa do Giro das Regiões - 2008 - 1 etapa do Giro do Vale de Aosta - Coppa della Pace - Coppa G. Romita - 2009 - 1 etapa do Volta à Grã-Bretanha - 2010 - Tour de Picardie, mais 1 etapa - 2011 - 2 etapas do Tour Down Under - 1 etapa da Volta a Castela e Leão - 1 etapa do Volta à Romandia - 1 etapa do Volta à Califórnia | - 2012 - 2 etapas do Volta à Polónia - 2013 - 3.º no Campeonato do Reino Unido Contrarrelógio - 2014 - 1 etapa da Settimana Coppi e Bartali - 1 etapa da Volta ao País Basco - 2.º no Campeonato do Reino Unido em Estrada - 2015 - 1 etapa da Settimana Coppi e Bartali - 2019 - Campeonato do Reino Unido em Estrada |

## Resultados em Grandes Voltas e Campeonatos do Mundo
| Corrida            | Corrida            | 2009  | 2010 | 2011  | 2012  | 2013 | 2014  | 2015 | 2016 | 2017 | 2018 | 2019 | 2020 |
| ------------------ | ------------------ | ----- | ---- | ----- | ----- | ---- | ----- | ---- | ---- | ---- | ---- | ---- | ---- |
|                    | Giro d'Italia      | 132.º | —    | —     | —     | —    | 113.º | —    | —    | —    | —    | —    | 18.º |
|                    | Tour de France     | —     | —    | 137.º | —     | —    | —     | —    | —    | 83.º | —    | —    | —    |
|                    | Volta a Espanha    | —     | Ab.  | —     | 121.º | —    | —     | —    | —    | —    | —    | —    | —    |
| Mundial em Estrada | Mundial em Estrada | Ab.   | —    | —     | 60.º  | —    | 12.º  | 22.º | 49.º | 5.º  | —    | 31.º | —    |

—: não participa

Ab.: abandono

## Equipas
- Barloworld (2007)[3]
- Team Katusha (2009)
- Sky (2010-2016)
  - Sky Professional Cycling Team (2010)
  - Sky Procycling (2011-2013)
  - Team Sky (2014-2016)
- UAE Team Emirates (2017-2018)
- Sky/INEOS (2019)
  - Team Sky (01.2019-04.2019)
  - Team INEOS (05.2019-08.2020)
  - Ineos Grenadiers (08.2020-)